# NGC 6198
NGC 6198 é uma galáxia elíptica (E) localizada na direcção da constelação de Draco. Possui uma declinação de +57° 29' 14" e uma ascensão recta de 16 horas, 35 minutos e 30,6 segundos.
A galáxia NGC 6198 foi descoberta em 28 de Junho de 1886 por Lewis A. Swift.